# Tamara Todewska
Tamara Todewska (mac. Тамара Тодевска; ur. 1 czerwca 1985 w Skopju) – macedońska piosenkarka.
Dwukrotna reprezentantka Macedonii Północnej w Konkursie Piosenki Eurowizji (2008, 2019).

## Młodość
Urodziła się w Skopju, leżącym wówczas w Socjalistycznej Republice Macedonii, jest drugą córką nauczyciela w szkole muzycznej Welko Todewskiego i śpiewaczki operowej Branki Todewskiej, mającej serbskie korzenie. Ma starszą siostrę Tijanę, która także jest piosenkarką.
Jest absolwentką Akademii Muzycznej w Skopju.

## Kariera muzyczna
W 1997 wydała debiutancki singiel „Igra luda”, który nagrała w duecie z Tijaną Dapčević. W 2002 wystąpiła na czarnogórskim festiwalu muzycznym Sunčane Skale, na którym zaśpiewała pierwszy, solowy singiel „Dali znam”. W 2003 za interpretację piosenki „1003” zajęła drugie miejsce w festiwalu Budva Fest. Wzięła udział także na festiwalu Ohrid Fest, na którym zajęła trzecie miejsce w duecie ze swoją matką. W 2004 była chórzystką Toše Proeskiego w trakcie jego występu podczas 49. Konkursu Piosenki Eurowizji. W latach 2004–2007 trzykrotnie uczestniczyła w konkursie Makfest w Stip; w 2004 z piosenką „Nemirna”, w 2006 z „Sedmo nebo” (w duecie z Wrczakiem zajęła pierwsze miejsce), a w 2007 z „Smesno, zar ne?”.

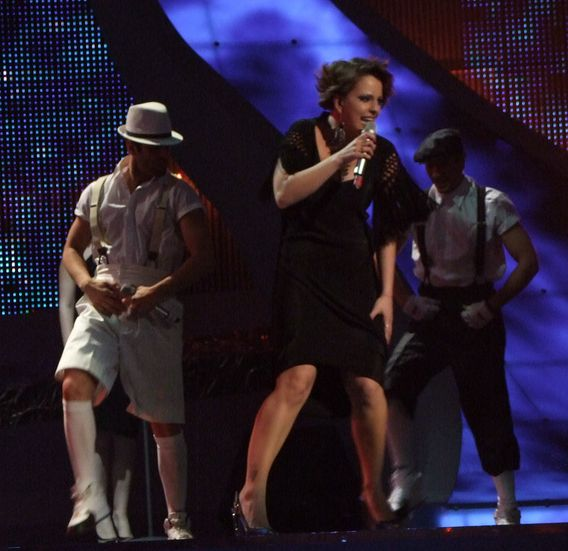
Tamara Todewska podczas występu w 53. Konkursie Piosenki Eurowizji w Belgradzie, maj 2008

W 2005 wydała debiutancki album studyjny pt. Sino, którego producentem został Aleksandar Masewski. W 2006 za album odebrała nagrodę w kategorii „najlepszy album roku”, a także nagrała kolejny singiel z Wrczakiem, „Losza dewojka”, z którym wystąpiła na festiwalu Budva Fest. W 2007 z piosenką „Каżi koj si ti” zajęła drugie miejsce podczas macedońskich eliminacji eurowizyjnych Skopje Fest 2007. W 2008, wraz z Wrczakiem i Adrianem, wygrała finał krajowych selekcji z utworem „Wo ime na lubowta”, dzięki czemu została reprezentantką Macedonii w 53. Konkursie Piosenki Eurowizji w Belgradzie. Po finale eliminacji nagrała anglojęzyczną wersję piosenki – „Let Me Love You”. 22 maja wykonała ją w drugim półfinale konkursu i zajęła 10. miejsce z 64 punktami na koncie, przez co nie zakwalifikowała się do finału.
W następnych latach wydawała kolejne solowe single, „Szila” (2009), „Nejkes da sum sama” (2011), „Možes li” (2012) i „Gotowo je” (2012). 16 lipca 2015 wydała drugi album studyjny, zatytułowany Eden dien. Na płycie znalazł się m.in. singiel „Таżna lubow, spiekna piesna”, z którym wystąpiła na festiwalu MakFest 2014, a także piosenka „Za mir”, którą nagrała w duecie z Danielem Kajmakoskim. W maju 2014 wsparła wokalnie swoją siostrę Tijanę podczas występu w półfinale 59. Konkursu Piosenki Eurowizji w Kopenhadze. W listopadzie z piosenką „Brod što tone” zajęła drugie miejsce w krajowych eliminacjach eurowizyjnych.
25 stycznia 2019 została ogłoszona reprezentantką Macedonii w 64. Konkursie Piosenki Eurowizji. 8 marca ujawniono, że jej konkursową piosenką będzie utwór „Proud”. 16 maja wystąpiła w drugim półfinale konkursu i z drugiego miejsca zakwalifikowała się do finału, który został rozegrany 18 maja. Zajęła 7. miejsce po zdobyciu 305 punktów, w tym 58 pkt od telewidzów (12. miejsce) i 247 pkt od jurorów (1. miejsce). Uzyskała tym samym najwyższe miejsce w historii startu kraju w konkursie. W kwietniu 2020 wystąpiła w pierwszym odcinku programu Eurovision Home Concerts, w którym wykonała utwór „Proud” i cover piosenki Mahmooda „Soldi”.

## Życie prywatne
27 czerwca 2015 wzięła ślub z byłym koszykarzem Aleksandrem Dimitrowskiem.

## Dyskografia
Albumy studyjne
- Sino (2005)
- Eden dien (2015)